# Station Blaenau Ffestiniog
Blaenau Ffestiniog is een spoorwegstation van National Rail in de plaats Blaenau Ffestiniog, Gwynedd in Wales. Het station is eigendom van Network Rail en wordt beheerd door Transport for Wales. Het station wordt tevens gebruikt door de Ffestiniog Railway, een smalspoor museumspoorlijn.